# God와 함께 하는 올림포스 가디언
《god와 함께 하는 올림포스 가디언》은 2002년 12월 11일부터 2003년 7월 30일까지 대한민국의 SBS TV에서 방영된 텔레비전 애니메이션 《올림포스 가디언》의 오리지널 사운드트랙(OST) 음반이다. 2003년 4월 22일에 출시되었으며 타이틀곡은 음악 그룹 god가 부른 〈올림포스 가디언 주제가〉이다.

## 수록곡
| #            | 제목                                      | 작사         | 작곡         | 편곡          | 가수  | 재생 시간 |
| ------------ | ----------------------------------------- | ------------ | ------------ | ------------- | ----- | --------- |
| 1.           | 〈올림포스 가디언 주제가〉                | 데니 안      | 이규태       | god           | 3:17  |           |
| 2.           | 〈올림포스의 세계로〉                     | 박준석       | 박준석       | 이용신        | 3:38  |           |
| 3.           | 〈올림포스 신들의 이야기〉                | 박준석       | 박준석       | 정여진        | 4:02  |           |
| 4.           | 〈제우스의 탄생〉                         |              | 안수응       | 김대중        | 1:03  |           |
| 5.           | 〈프시케의 사랑〉                         |              | 김대중       | 김대중        | 1:58  |           |
| 6.           | 〈사랑의 Theme〉                          |              | 박준석       | 정여진        | 3:57  |           |
| 7.           | 〈Let's Go! 올림포스 가디언〉             | 안수응       | 안수응       | 서지원        | 1:34  |           |
| 8.           | 〈영웅 헤라클레스의 Theme〉               | 김대중       | 김대중       | 임창한·하용욱 | 1:34  |           |
| 9.           | 〈여신의 Theme〉                          |              | 안수응       | 김지현        | 2:23  |           |
| 10.          | 〈크로노스와의 전쟁〉                     |              | 목영표       | 김대중        | 1:43  |           |
| 11.          | 〈즐거운 올림포스 신전〉                  |              | 안수응       | 김대중        | 1:11  |           |
| 12.          | 〈전령 헤르메스의 Theme〉                 |              | 김대중       | 김대중        | 0:46  |           |
| 13.          | 〈아이가 함께 한 올림포스 가디언 주제가〉 | 데니 안      | 이규태       | god·김사라    | 3:17  |           |
| 14.          | 〈개미행진곡〉                            |              | 김대중       | 김대중        | 0:43  |           |
| 15.          | 〈아탈란테의 Theme〉                      |              | 김대중       | 김대중        | 0:52  |           |
| 16.          | 〈에코의 Theme〉                          |              | 김대중       | 김대중        | 1:42  |           |
| 17.          | 〈무서운 재앙〉                           |              | 목영표       | 김대중        | 1:10  |           |
| 18.          | 〈여신의 Theme (MR)〉                     |              | 안수응       | 김대중        | 2:23  |           |
| 19.          | 〈올림포스 가디언 주제가 (MR)〉           |              | 이규태       | 김대중        | 3:17  |           |
| 총 재생 시간 | 총 재생 시간                              | 총 재생 시간 | 총 재생 시간 | 총 재생 시간  | 40:30 |           |

## 같이 보기
- 올림포스 가디언